# Llei sàlica

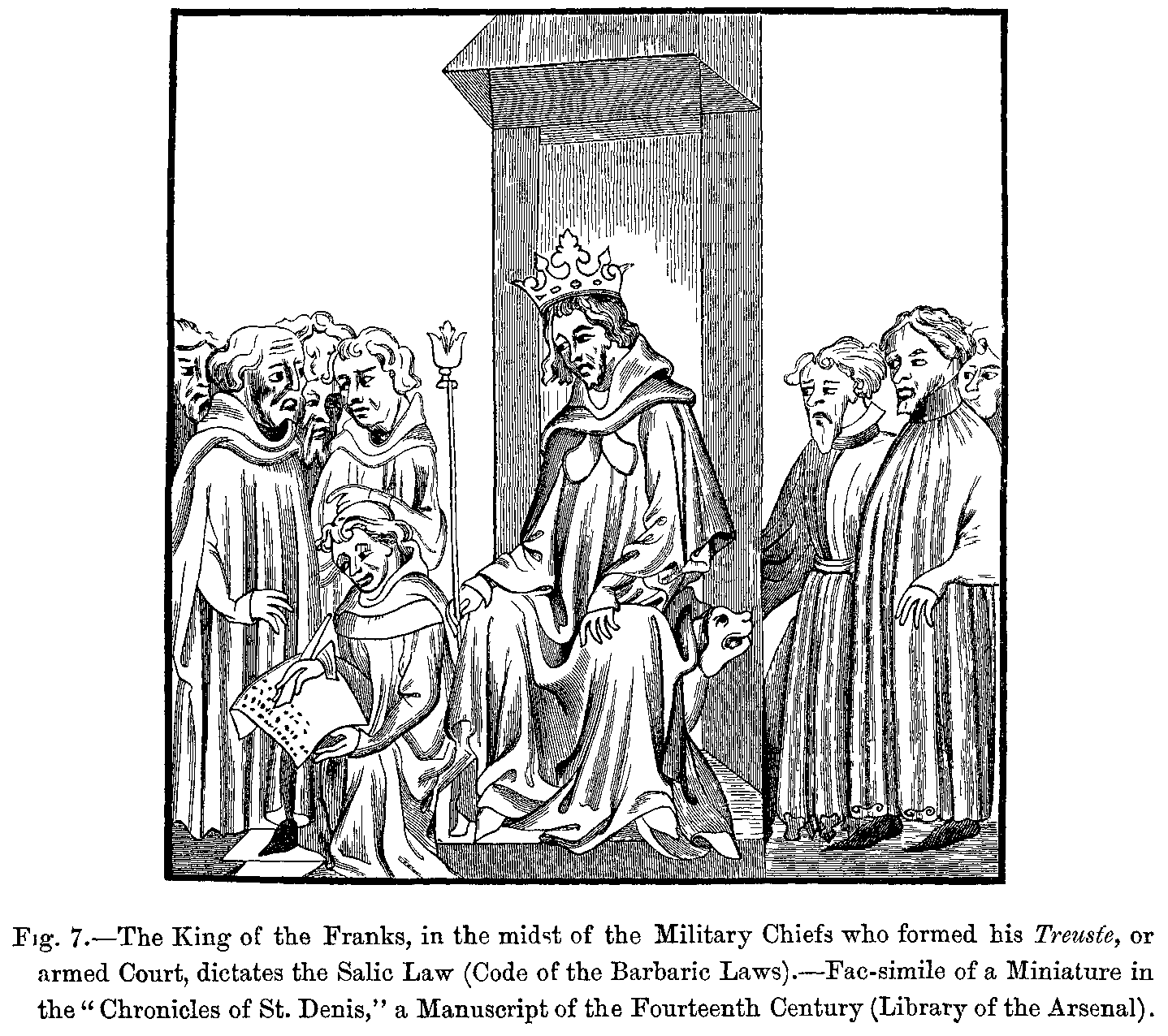
El rei Clodoveu dicta la llei sàlica envoltat pels caps militars de la seva cort.

La llei sàlica (del Llatí Lex Salica) va ser un conjunt de lleis tradicionals, entre les quals es trobava la regulació de la successió monàstiques a favor dels successors homes, creades per a governar els francs salis a principis de l'edat mitjana durant el regnat de Clodoveu I durant el segle vi. Un principi del dret civil és la successió agnàtica, excloent explícitament les dones de l'herència d'un tron o feu. De fet, la «llei sàlica» s'ha utilitzat sovint simplement com a sinònim de successió agnàtica.
Aquesta llei és conseqüència de la tradició de la constitució que ha durat fins als temps moderns d'Europa Central, especialment als estats Alemanys, França, Països Baixos, algunes parts d'Itàlia i Àustria, parts d'Europa de l'est, per exemple Romania, Hongria i els Balcans. La seva influència es basa en el fet que les lleis de Carlemany es basaven en la llei sàlica, una influència tan gran com la de Grècia i Roma. La tradició sàlica existia des d'abans del segle xii, quan els reis Francs i les lleis canviades a la Guerra de Successió Austríaca s'arrelaven en els problemes de l'herència per part de les dones, de la propietat i de la posició hereditària. La llei sàlica codificava l'herència, el crim i l'assassinat. En un regne amb grups ètnics diversos, cadascun volia ésser governat sota la seva pròpia llei.
Tot i que aquest conjunt de lleis és coneguda per la regulació de la successió a la corona, hi figuraven altres normes que establien que els danys i perjudicis serien pagats, i també es preveien multes en recompensa per les injúries a les persones i els danys als seus béns, per exemple a l'esclavatge, robatoris, i insults sense verificar. Una tercera part de l'import de les multes servien per a pagar les despeses del judici. El veredicte del judici el feia un jurat. Aquestes lleis i les seves interpretacions ens proporcionen una percepció de la societat dels Francs; la llei sàlica estableix que una persona està legalment desprotegida per llei si ell o ella no pertany a una família.

## Història
Encara que la llei sàlica és una pràctica molt antiga, la primera compilació va ser encarregada pel primer rei de tots els francs, Clodoveu I i publicada entre l'any 507 i el 511. Clodoveu va nomenar quatre comissaris per investigar el dret consuetudinari que, fins a la publicació de la llei sàlica, només transmetia oralment per ancians escollits, que es reunien en consell quan se'ls requeria. La llei sàlica, per tant, reflecteix els usos i pràctiques antigues. Per governar amb més eficàcia, tenir un codi escrit era desitjable per als monarques i les seves administracions.
Encara que és posterior al Codi d'Euric dels visigots i la Lex Burgundionum dels burgundis, la llei sàlica, segons investigadors com Karl August Eckhardt, conserva més de l'antiguitat germànica que els altres dos codis perquè el grau de romanització dels francs era encara més baix a l'època (que també és així). Tanmateix aquesta posició es discuteix en investigacions més recents per la influència del dret comú medieval.
Durant els següents tres-cents anys, el codi es va copiar a mà, i va ser modificat segons calia per afegir noves lleis, revisar les que s'havien esmenat i eliminar les que havien estat derogades. En contrast amb la impressió, la còpia a mà és un acte individual d'un copista individual amb idees i un estil propi. Cadascun de les diverses dotzenes de manuscrits supervivents inclou un conjunt únic d'errors, correccions, contingut i organització. Les lleis s'anomenen «títols» i cadascuna té el seu propi nom. Les diferents seccions de títols van adquirir noms individuals segons la seva procedència. Alguns d'aquestes desenes de noms s'han adoptat com a referència específica, sovint amb la mateixa designació que l'obra global.
Die Glossen in der Lex Salica und die Sprache der Salischen Franken de Hendrik Kern organitza tots els manuscrits en cinc famílies segons la similitud i la seqüència cronològica relativa, jutjats pel contingut i el material datable del text.

### Versions merovíngies
La família I és la més antiga, que conté quatre manuscrits datats dels segles VIII i IX, amb 65 títols que es creu que són còpies d'originals publicats al segle vi i contenen les glosses de Malberg, notes al marge que indiquen la paraula en llengua de la cort per a algunes paraules llatines. Els dos manuscrits de la família II són els mateixos que la família I amb interpolacions o afegits que apunten a un període posterior".

## Dret penal
Les normes de dret penal s'ocupen de diversos casos legals en els quals el culpable, si era lliure, havia de pagar regularment una multa. Les multes eren altes, més que en els drets els dels frisons, els borgonyons o els alamans. Les persones no lliures, en canvi, eren castigades amb càstig físic com cops de vara i, en pocs casos, fins i tot amb la pena de mort. Els càstigs variaven segons qui era perjudicat i qui era l'autor, de manera que els diferents nivells de càstig deixaven clares les diferències de classe social de l'època. Investigadors com Sebastian Scholz sospiten que la classe alta de l'imperi, inclosos els bisbes i els grans terratinents romans, estaven exempts de les disposicions de la llei sàlica. El comte que presidia la cort va rebre un terç del wergeld, encara que en va passar la major part al rei. El perjudicat i, si escau, la seva família van rebre la gran majoria dels dos terços restants. Les sancions foren registrades als capitularis carolingis (Capítol 10. 23).

## Dret civil
El dret civil tenia molta menys importància que el dret penal perquè l'economia agrícola no estava organitzada contractualment. L'agricultura es duia a terme com a finca senyorial o autosuficient pels pagesos lliures, la qual cosa no vol dir que no existissin les compres, els intercanvis, els préstecs o els préstecs. La llei tenia normes establertes, per exemple per a la garantia contra defectes legals en el contracte de compravenda. També es van disposar regulacions sobre promeses abstractes de culpabilitat, principalment en forma de «penyora de lleialtat» (fides facta). En la investigació jurídica s'acredita que té un caràcter comparable a l'estipulació jurídica romana. La majoria de les vegades, el negoci probablement va servir per reafirmar els préstecs.

## Successió masculina
En la tradició germànica, el mode de successió dels reis al tron, la tanisteria (nom celta que designa la successió pel petit i no pel fill), és entre germans, del més gran al més petit, després als oncles i nebots, però des del regnat de Clodoveu I, la llei sàlica imposa la divisió del regne entre els fills del rei. A diferència del mode de successió per primogenitura que regeix la successió al tron de pare a fill gran, com sota la dinastia dels Capets, el regne es divideix entre tants fills com tingui el rei, de manera que cadascú pugui regnar. La divisió del Regne Franc engendra diferents estats separats, permetent a cada príncep exercir la totalitat de la reialesa en el subregne assignat, en lloc de dividir l'exercici del poder amb els altres prínceps sobre el conjunt del territori.

### La llei sàlica de la monarquia francesa
El 1316 a la mort del rei Lluís X de França, germà gran de Felip, es van produir greus disputes per la successió al tron. Lluís havia deixat una filla, Joana de Navarra, i un infant que encara no havia nascut. A l'espera de descobrir el sexe de l'infant, Felip V es va convertir en regent del regne durant els 5 mesos d'embaràs de la reina vídua. Al néixer un infant mascle, Joan I de França, aquest fou proclamant immediatament rei i successor de Lluís X, amb el seu oncle Felip a la regència. Per desgràcia l'infant morí cinc dies després de néixer. Joana de Navarra reclamà els seus drets però la llei sàlica li impedia poder regnar a França, però no al Regne de Navarra, però les seves demandes no foren ateses i Felip V fou nomenat rei. Agnès de França i de Provença ho va considerar una usurpació i va exigir una assemblea de parells, que Felip va acceptar. Al febrer es va reunir una assemblea de prelats, senyors, burgesos de París i doctors de la universitat, coneguts com els Estats Generals de 1317. Felip els va demanar que escrivissin un argument que justifiqués el seu dret al tron de França. Aquestes «declaracions generals» coincidien en declarar que «les dones no triomfen al regne de França», formalitzant la usurpació de Felip i la impossibilitat per a una dona de pujar al tron de França, principi vigent fins a la fi de la monarquia.
Felip V també va morir sense fill, i el seu germà Carles el va succeir sense oposició. Carles també va morir sense fill, però també va deixar embarassada la seva dona creant una nova crisi de successió i calia tant preparar-se per a triar un regent i una possible successió al tron, quan ja s'havia acceptat que les dones no podien reclamar la corona de França sense que cap norma escrita ho estigués encara, excloent les filles de Lluís X, Felip V i Carles IV, i la possible filla no nascuda de la reina embarassada Jeanne d'Évreux. Elisabet de França, germana de Lluís X, Felip V i Carles IV, i esposa d'Eduard II d'Anglaterra. La vídua de Carles IV va donar a llum una filla i Elisabet de França va reclamar el tron per al seu fill, Eduard III d'Anglaterra. Els francesos van rebutjar-ho assenyalant que «les dones no poden transmetre un dret que no posseeixen», corol·lari del principi de successió el 1316. El regent, Felip de Valois, esdevingué Felip VI de França el 1328 sense oposició, fins que el seu intent de confiscar Gascunya el 1337 va fer que Eduard III insistís en la seva reclamació al tron francès donant inici a la Guerra dels Cent Anys.

### La llei sàlica de la monarquia borbònica espanyola
L'any 1713, en mitja guerra de Successió espanyola, Felip V va promulgar el «Reglament de Successió de 1713», després conegut com a «Llei de successió fonamental». Per la similitud amb la llei sàlica s'han confós tots dos conceptes i totes dues coses s'han anomenat «llei sàlica» indistintament, però és important matisar-ne les diferències. Mentre que la llei sàlica exclou qualsevol possibilitat que una dona accedeixi al tron, la Llei de Successió Fonamental permet regnar a una dona si no hi ha cap hereu home a la línia principal (fills), ni a la línia lateral (germans). El context en què s'instaura és, en plenes negociacions pel Tractat d'Utrecht que acabaria comportant la fi del conflicte, quan Felip V temia que Catalunya, sense encara haver sigut ocupada, proclamés comtessa de Barcelona Maria Josepa o Maria Amàlia, filles de Josep I, i per tant, nebodes de l'arxiduc Carles en substitució del candidat fins aleshores, i acabés provocant una reactivació del conflicte. Però aquesta jugada acabarà passant factura a la monarquia espanyola, ja que, un segle més tard, farà que, juntament amb altres causes, esclatin les Guerres Carlines.

### La llei sàlica a la monarquia britànica
Des de l'any 1714, els sobirans anglesos eren també electors de Hannover primer i des de 1814 reis de Hannover, pel fet que fou l'elector de Hannover qui, l'any 1714, esdevindria rei anglès amb el nom de Jordi I del Regne Unit. La unitat dinàstica dels dos territoris no es corresponia però amb una unitat legislativa, i mentre que a Hannover encara era vigent la llei sàlica, al Regne Unit aquesta mai s'havia instaurat. L'any 1837, a la mort del rei Guillem IV, el regne de Hannover passà al duc de Cumberland, que es convertiria en el rei Ernest August I de Hannover i els territoris britànics passaren a la reina Victòria. Ernest August va ser el presumpte hereu de Victòria fins que va tenir un fill.

### La llei sàlica a la monarquia belga
Poc després del referèndum de Bèlgica de 1950 pel qual la monarquia fou acceptada com a forma d'estat, Leopold III de Bèlgica va abdicar en 1950 i va cedir el tron al seu fill petit Balduí. mentre la filla gran, Josefina Carlota quedava exclosa de la successió, per la llei sàlica, que va ser abolida el 1991.